# Pierre-Joseph Vernin
Pour les articles homonymes, voir Vernin.
Pierre-Joseph Vernin, né le 3 janvier 1753 à Moulins (Allier) et mort le 17 juin 1846 au même lieu, était un magistrat et un homme politique français.

## Biographie
Vernin est un officier qui occupe avant la Révolution française, à la suite de son grand-père et de son père, la charge de lieutenant particulier criminel et assesseur civil en la sénéchaussée de Bourbonnais et siège présidial de Moulins, sa ville natale. Son père, Jacques Vernin, a été maire de Moulins de 1781 à 1786.
Le 27 mars 1789 les électeurs de la sénéchaussée de Moulins l'élisent député du tiers état aux États généraux, avec 78 voix sur 123. Au cours de la session, il se rallie aux révolutionnaires et prête le Serment du Jeu de Paume. Au sein de l'Assemblée nationale constituante, il siège au Comité des recherches.
Son mandat terminé, Vernin est nommé président du tribunal criminel du département de l'Allier, mais il est destitué par Joseph Fouché.
Le 4 septembre 1792, il est élu député à la Convention, le premier des sept représentants de l'Allier. Il n'a toutefois pas réellement siégé dans cette assemblée, puisqu'il donne sa démission pour raisons de santé dès le premier jour de la session, le 22 septembre. Il est alors remplacé par Étienne Vidalin.
Vernin réapparaît sur la scène politique le 23 vendémiaire an IV (15 octobre 1795), date à laquelle il est élu député de l'Allier au nouveau Conseil des Anciens. Il reste quatre ans à ce poste et n'apparaît jamais à la tribune. La fin du Directoire coïncide avec l'abandon de sa carrière politique nationale.
Sous le Premier Empire, Vernin reçoit la charge de procureur près la cour de justice criminelle de l'Allier. Puis il est nommé président de chambre à Riom le 17 avril 1811, avant de recevoir la Légion d'honneur. 
Il est aussi conseiller général de l'Allier de 1805 à 1812.
Doyen des magistrats de France, il prend sa retraite en 1827 avec le titre de président honoraire. Il meurt en 1846, à l'âge de 93 ans ; il était alors l'un des tout derniers survivants de la Constituante de 1789.
Pierre-Joseph Vernin avait épousé Marie Vialet (1757-1833), fille de Jean Jacques Vialet, conseiller en la sénéchaussée de Bourbonnais et siège présidial de Moulins, chevalier d'honneur au bureau des finances de la généralité de Moulins. Elle lui a donné une descendance.

## Sources
- « Pierre-Joseph Vernin », dans Adolphe Robert et Gaston Cougny, Dictionnaire des parlementaires français, Edgar Bourloton, 1889-1891 [détail de l’édition]
- Armand Brette, Les Constituants. Liste des députés et des suppléants élus à l'Assemblée constituante de 1789, précédée d'un avertissement, Paris, Charavay, 1897.